# Groupe de recherche sur l'avènement et la formation des institutions cinématographique et scénique
Le Groupe de recherche sur l'avènement et la formation des institutions cinématographique et scénique (ou GRAFICS) de l'Université de Montréal est un groupe de recherche canadien, fondé en 1994, qui se penche sur le cinéma des premiers temps (1894-1915) ainsi que sur la formation de l'institution théâtrale francophone au Québec. Il est dirigé par André Gaudreault.
Le groupe a dépouillé des milliers d'articles d'époque sur le cinéma muet au Québec et a produit une filmographie et, en collaboration avec la Cinémathèque québécoise et Bibliothèque et Archives nationales du Québec, un site web sur les films tournés au Québec durant cette période.

## Membres
Ses membres-chercheurs réguliers sont : 
- André Gaudreault (directeur), Université de Montréal
- Richard Bégin, Université de Montréal
- Jean Gagnon, Cinémathèque québécoise (Montréal)
- André Habib, Université de Montréal
- Jean-Marc Larrue, Université de Montréal (spécialiste du théâtre)
- Rosanna Maule, Concordia University (Montréal)
- Viva Paci, UQÀM (Montréal)
- Bernard Perron, Université de Montréal
- Yves Picard, Cégep André-Laurendeau (Montréal)
- Jean-Pierre Sirois-Trahan, Université Laval (Québec)

Plusieurs chercheurs internationaux collaborent étroitement avec le Grafics : François Albera (Université de Lausanne), Marta Braun (Ryerson University), Tom Gunning (University of Chicago), François Jost (Université de Paris 3),  Charlie Keil (University of Toronto), Frank Kessler (Universiteit Utrecht), Germain Lacasse (Université de Montréal), Laurent Le Forestier (Université de Rennes 2), Philippe Marion (Université catholique de Louvain la Neuve), Paul Moore (Ryerson University), Gilles Mouëllic (Université de Rennes 2), Giusy Pisano (École supérieure nationale Louis-Lumière).
Les chercheurs du Grafics sont des membres actifs de Domitor.